# Općinska nogometna liga Pakrac 1976./77.
Općinska nogometna liga Pakrac je bila liga šestog stupnja nogometnog prvenstva Jugoslavije u sezoni 1976./77. 

Sudjelovalo je 10 klubova, a prvak je bio klub "Slavonija" iz Prekopakre.  
 
Ovo je bila prva sezone Općinske nogometne lige Pakrac, a pojedini klubovi sudionici su se prethodno natjecali u općinskim ligama Daruvara i Kutine.  

## Sustav natjecanja
10 klubova je igralo dvokružnu ligu (18 kola).

## Ljestvica
| mj. | klub                       | ut. | pob | ner | por | gol+ | gol- | bod |
| --- | -------------------------- | --- | --- | --- | --- | ---- | ---- | --- |
| 1.  | Slavonija Prekopakra       | 18  | 15  | 2   | 1   | 84   | 25   | 32  |
| 2.  | Dinamo Badljevina          | 18  | 15  | 2   | 1   | 80   | 22   | 32  |
| 3.  | Papuk Pakrac               | 18  | 11  | 1   | 6   | 50   | 22   | 23  |
| 4.  | Omladinac Dobrovac         | 18  | 9   | 2   | 7   | 45   | 55   | 20  |
| 5.  | Mladost Kusonje            | 18  | 7   | 2   | 9   | 35   | 36   | 16  |
| 6.  | Ustanak Dereza             | 18  | 6   | 2   | 10  | 45   | 46   | 14  |
| 7.  | Olimpija Lipik             | 18  | 6   | 2   | 10  | 46   | 52   | 14  |
| 8.  | Jedinstvo Poljana Pakračka | 18  | 6   | 2   | 10  | 37   | 43   | 14  |
| 9.  | Jovača Marino Selo         | 18  | 4   | 1   | 13  | 30   | 80   | 9   |
| 10. | Budućnost Donja Obrijež    | 18  | 2   | 2   | 14  | 27   | 68   | 6   |

- "Slavonija" Prekopakra prvak zbog bolje gol-razlike
- Poljana Pakračka, također i kao Pakračka Poljana – tadašnji naziv za naselje Poljana
- Donja Obrijež – također navedena kao Obrijež

## Rezultatska križaljka
| kratica | klub                       | BUD | DIN | JED | JOV | MLA | OLI | OML | PAP | SLA | UST |
| --- | -------------------------- | --- | --- | --- | --- | --- | --- | --- | --- | --- | --- |
| BUD | Budućnost Donja Obrijež    |     |     |     |     |     |     |     |     |     |     |
| DIN | Dinamo Badljevina          |     |     |     |     |     |     |     |     |     |     |
| JED | Jedinstvo Poljana Pakračka |     |     |     |     |     |     |     |     |     |     |
| JOV | Jovača Marino Selo         |     |     |     |     |     |     |     |     |     |     |
| MLA | Mladost Kusonje            |     |     |     |     |     |     |     |     |     |     |
| OLI | Olimpija Lipik             |     |     |     |     |     |     |     |     |     |     |
| OML | Omladinac Dobrovac         |     |     |     |     |     |     |     |     |     |     |
| PAP | Papuk Pakrac               |     |     |     |     |     |     |     |     |     |     |
| SLA | Slavonija Prekopakra       |     |     |     |     |     |     |     |     |     |     |
| UST | Ustanak Dereza             |     |     |     |     |     |     |     |     |     |     |
| |                            |     |     |     |     |     |     |     |     |     |     |
| podebljan rezultat - utakmice od 1. do 9. kola (1. utakmica između klubova) rezultat normalne debljine - utakmice od 10. do 18. kola (2. utakmica između klubova) rezultat nakošen - nije vidljiv redoslijed odigravanja međusobnih utakmica iz dostupnih izvora rezultat smanjen * - iz dostupnih izvora nije uočljiv domaćin susreta prekrižen rezultat - poništena ili brisana utakmica p - utakmica prekinuta 3:0 p.f. / 0:3 p.f. - rezultat 3:0 bez borbe n.i. - nije igrano |                            |     |     |     |     |     |     |     |     |     |     |

 Izvori: